# Johann Hartmann Kornmann

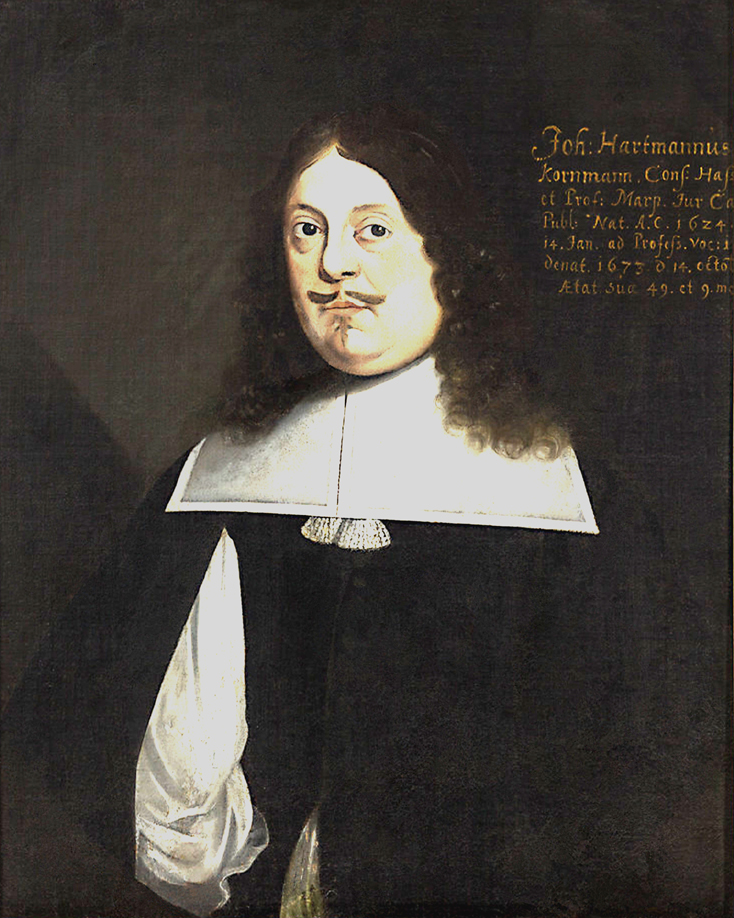
Johann Hartmann Kornmann

Johann Hartmann Kornmann (* 1624 in Marburg; † 16. Oktober 1673 ebenda) war ein deutscher Rechtswissenschaftler und Hochschullehrer.

## Leben
Der Sohn des Marburger Professors Johannes Kornmann (* 1587 in Hammelburg; † 16. Januar 1656 in Marburg) und dessen Frau Gertrud, der Tochter des Marburger Bürgermeisters Erich Derbach, hatte die Schule seiner Heimatstadt besucht und wurde nebenher von Privatlehrern ausgebildet. 1639 bezog er die Universität Marburg, wo er neben einem Studium der philosophischen Wissenschaften bei Kaspar Ebel (1595–1664) und Johann Balthasar Schupp ein Studium der Rechtswissenschaften bei Johann Gualterus († 1647) und Georg von Tülsner (1600–1672) absolvierte.
1643 wechselte er an die Universität Rostock, wo er die Vorlesungen von Heinrich Schuckmann (1582–1656), Nikolaus Schütze (1600–1671), Heinrich Rahn (1601–1662) und Joachim Schnobel (1602–1671) frequentierte. Über Hamburg reisend gelangte er 1645 an die Universität Helmstedt, wo Johann Lotichius (1576–1650), Balthasar Rinck (1600–1646), Heinrich Hahn (1605–1668) und Johann Mehlbaum (1611–1656) seine Lehrer waren. Im selben Jahr kehrte er nach Marburg zurück, hielt staats-, lehens- und kirchenrechtliche Vorlesungen, wurde 1652 Professor der Moral und Politik und avancierte 1653 zum Doktor der Rechte. 1656 wurde er Professor der Rechte. 1662 war er Rektor der Universität.

## Familie
Aus seiner am 29. November 1655 geschlossenen Ehe mit Anna Christina (* 29. Juni 1628 in Kassel; † 12. März 1696 in Marburg), der Tochter des königlich schwedischen Rates und Abgesandten des fürstlich hessischen Hofes in Kassel Hermann Wolff († 24. Dezember 1645 in Kassel) und dessen Frau Sabina Maria († 1632 in Kassel), der Tochter des Amtmanns in Hüneck und Gleichen Henrich Hundt, stammen sechs Söhne und eine Tochter, wobei bereits fünf Söhne jung vor ihrem Vater verstorben waren. Ein Sohn NN. verstarb am 9. August 1676 und die Tochter Sabine Elisabeth Gertrud († 27. Juni 1725) verheiratete sich den 27. April 1680 mit dem Prof. der Rechte Johann Göddäus (* 13. Dezember 1651 in Kassel; † 29. April 1719 in Marburg).